# Iglesia de Nuestra Señora de la Asunción (Elvillar)
La iglesia de Nuestra Señora de la Asunción, sita en Elvillar (Álava, España) se encuentra en la plaza de Santa María de la localidad.
Elvillar fue núcleo dependiente de Laguardia hasta 1667, en que consiguió el título de villa. Sin embargo, la época de mayor prosperidad para la localidad fue el siglo XVI. La paz que los Reyes Católicos aportaron a la región hizo que la prosperidad de los campos mejorará el nivel de vida de los habitantes, todos ellos pequeños propietarios libres.
El castillo, defensivo hasta entonces, dejó de ser necesario y pasó a formar parte de los muros de la iglesia. Actualmente pueden verse los restos de los mismos sobre la portada principal. La obra se comenzó por la zona del ábside en los primeros años del siglo XVI. Tras encargar un soberbio retablo se vio la necesidad de mejorar el templo ocupando la zona defensiva y construyendo la torre. Al finalizar el siglo la obra se encontraba casi terminada, exceptuando el pórtico.

## Descripción

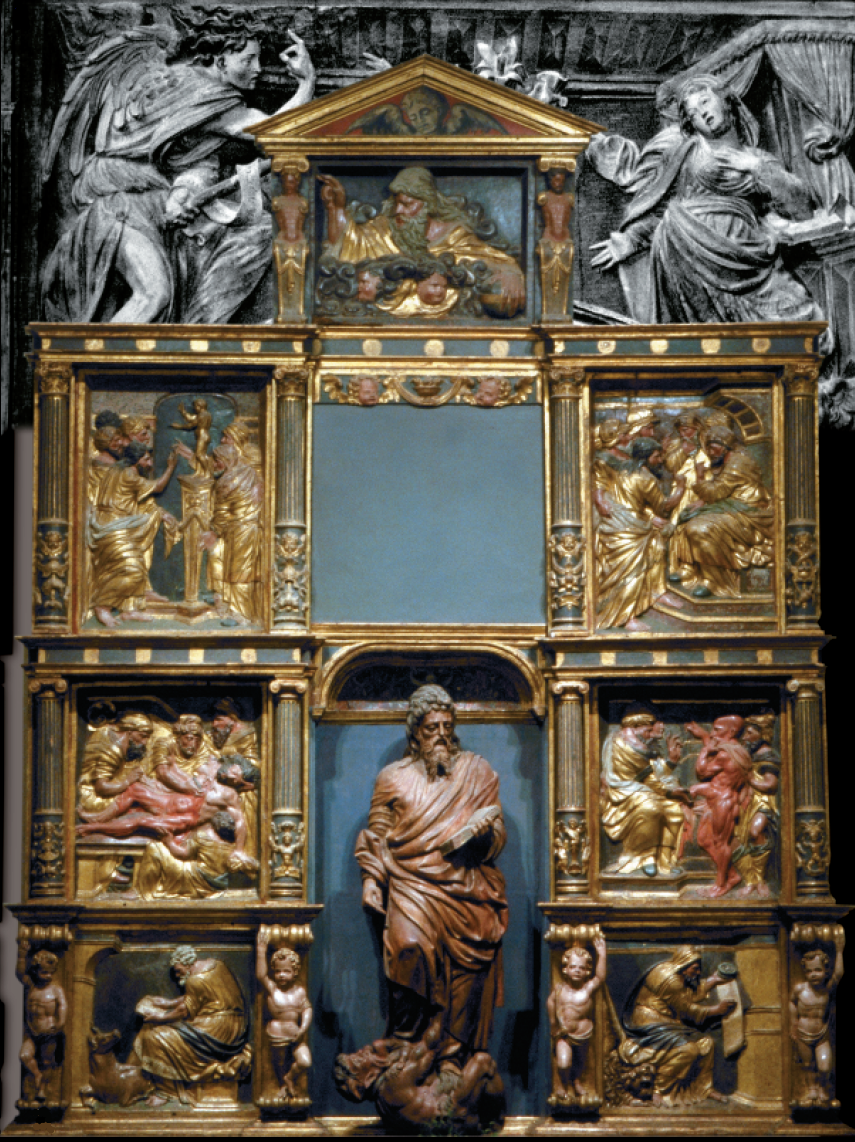
Retablo mayor de la iglesia

El pórtico está orientado al norte. El conjunto dispone de cinco volúmenes bien diferenciados: la nave principal, el pórtico, la torre, la sacristía y la vivienda adosada al pórtico y la nave.
La nave, de gran altura, es de planta de salón. Sin embargo, los contrafuertes se encuentran poco resaltados exteriormente, marcándose, fundamentalmente, al interior. La secuencia de refuerzos murarios, sumado al estrechamiento del presbiterio, produce la engañosa percepción de la existencia de capillas y crucero. 
El cabecero, de cinco lados, perdió la bóveda hace muchos años. Recientemente ha sido restaurada por la Diputación Foral de Álava, reconstruyéndola con una estructura metálica tubular y chapa perforada dorada, que reintegra perfectamente la bóveda antigua. Los paramentos situados tras el retablo disponen de arcos conopiales rebajados a modo de ornamentación.
Las paredes laterales de los siguientes tramos mantienen vestigios medievales, que pudieran pertenecer a la antigua fortaleza. En el segundo tramo se conforma una pequeña capilla. Las bóvedas de la nave son de crucería en forma de estrella, complicándose en el último tramo, el que cubre el coro.
El coro se encuentra formado por un arco rebajado y una bóveda estrellada. La subida al mismo, construida en el primer tramo de la torre, dispone de escalera imponente con pasamanos de piedra, bóveda oval de sillería y puerta de acceso superior e inferior decoradas con pilastras y frontones. La sillería coral existente es muy sencilla.
Debajo del coro, a la derecha, se encuentra la pila bautismal, con decoración apanelada del XVII, sobre una columna estriada. Al lado izquierdo se encuentra otra capilla rehundida entre los refuerzos del antiguo bastión.
Adosados a los contrafuertes interiores se encuentran dos púlpitos de forja con guardavoces neoclásicos. 
La sacristía nueva es de tres tramos, con bóveda de lunetos, del siglo XVIII. Junto a ella se encuentra la vieja sacristía, o parte de lo que fue, construida con bóveda de cañón.
La torre dispone de dos partes, la inferior, muy alta, con decoraciones en las esquinas de pilastra con rectángulos y óvalos. Existen varias ventanas decoradas con pilastras y frontones. La parte media de la torre lleva ventanas rectangulares sencillas. El último cuerpo, de campanas, es ochavado con el chapitel de remate dentado.
El pórtico es cerrado, con cubierta a cuatro aguas y planta rectangular. Interiormente se construyó con bóveda decorada de piedra y tres óculos de iluminación. La portada interior es un arco de medio punto en cuya clave hay un ángel. El resto de la decoración se completa con columnas de capiteles con hojas, cornisa saliente y tres hornacinas con imágenes de la Asunción, San Roque y San Juan Nepomuceno.
El retablo mayor es uno de los más destacados de la Rioja. Construido en el siglo XVI y dorado en el XVII. Consta de banco, dos cuerpos y ático, dividido en tres calles y cuatro entrecalles. En el bancal y ático se representan escenas de la Pasión. En los dos cuerpos se hace referencia a la vida de Cristo, su nacimiento y niñez. Entre los artistas que trabajaron en su construcción destacan Guiot de Beaugrant, Arnao de Bruselas y Andrés de Araoz.
En los contrafuertes del crucero se encuentran los retablos dedicados a San Juan y a Nuestra Señora del Rosario. El primero de ellos es de piedra. 